# Khyentse Norbu
Pour les articles homonymes, voir Norbu.
Khyentse Norbu (en tibétain མཁྱེན་བརྩེ་ ནོར་བུ་), aussi appelé Dzongsar Jamyang Khyentse Rinpoché (en tibétain རྫོང་གསར་ འཇམ་དབྱངས་ མཁྱེན་བརྩེ་ རིན་པོ་ཆེ་), est un lama, scénariste, réalisateur et écrivain bhoutanais né en 1961.

## Lignage et formation
Khyentse Norbu est un tulku important, associé au monastère de Dzongsar de Dergé, dans le Kham, le Tibet oriental. Né au Bouthan en 1961, il est le fils du lama tibétain Thinley Norbu Rinpoché et de la Bhoutanaise Sangyum Jamyang Chödron. À l'âge de sept ans, il a été reconnu comme la 3e incarnation de Jamyang Khyentse Wangpo. À la suite de la tradition non sectaire de la lignée Khyentsé, il compte parmi ses maîtres-racines des enseignants des quatre principales écoles du bouddhisme tibétain, à savoir Sakyapa, Gelugpa, Nyingmapa, Kagyüpa. Il a eu pour maître certains des grands noms du bouddhisme tibétain, comme par exemple Dilgo Khyentse Rinpoché. 
Il a vécu et étudié jusqu'à l'âge de douze ans au Monastère du palais du roi de Sikkim — (Palais Tsuklakhang (en) — puis au Sakya College de Rajpur (Uttar Pradesh) avant de rejoindre la School of Oriental and African Studies (SOAS) de l'Université de Londres.

## Cinéma
En 1993, Khyentse Norbu fut conseiller technique de Bernardo Bertolucci pour son film Little Buddha. Khyentse Norbu apparaît vers la fin du film, quand Lama Norbu se trouve en méditation nocturne. Dans Words of my Perfect Teacher, un documentaire sur Khyentse Norbu réalisé en 2003, son rôle dans Little Buddha est évoqué par Bertolucci au cours d'une courte interview de ce dernier.
Par la suite, Khyentse Norbu a réalisé deux films majeurs, La Coupe (1999) et Voyageurs et Magiciens (2003). Il apparaît également dans des documentaires. En 2002, il participe à Zandkastelen de Alexander Oey, avec Arnoud Boot et Saskia Sassen, et en 2006 dans Refuge (docu) (nl) de John Halpern (nl).   

## Bouddhisme et engagement social
Khyentse Norbu a également lancé plusieurs projets. C'est ainsi qu'il soutient aussi le monachisme bouddhique; il est l'abbé de plusieurs monastères en Asie et directeur spirituel de centres de méditation à Vancouver, San Francisco, Sydney, Hong Kong et Taipei. Il est également à la tête d'une organisation bouddhiste appelée Siddhartha's Intent, qui regroupe plusieurs centres à but non lucratif dans différents pays, et qui a pour but premier de préserver les enseignements bouddhiques et de les propager, tout en assurant leur bonne compréhension. À côté de cela, il a fondé des organismes actifs dans la protection et l'éducation des enfants  

### Traduction du canon tibétain
Parmi les projets de Khyentse Norbu, « 84 000 » est une vaste opération de traduction du Kangyour et du Tengyur, les deux ensembles qui forment le canon tibétain — le nom du projet fait référence au nombre d'enseignements que le Bouddha est censé avoir transmis. L'objectif est la traduction complète du canon (d'ici 2035 pour le Kengyur et 2110 pour le Tengyur), et sa mise à disposition du public. Pour le moment, l'effort porte entièrement ou presque sur le Kengyur. 

## Auteur
Khyentse Norbu est l'auteur de plusieurs ouvrages sur le bouddhisme. Parmi ceux-ci, un des plus connus[réf. souhaitée] s'intitule N'est pas bouddhiste qui veut — paru en 2007 en version originale : What Makes You Not a Buddhist. L'auteur présente les « Quatre sceaux » (sanskrit: caturmudrā), une expression dont l'équivalent en tibétain se traduit par « les quatre sceaux qui sont le signe qu'une vue est la parole du Bouddha », autrement dit qui sont le signe qu'un système philosophique ou une doctrine est bien bouddhiste,. Il s'agit là des quatre principes dont toutes les écoles bouddhistes acceptent la validité et auxquels elles adhèrent.
Khyentse Norbu énumère ces quatre sceaux au début de son livre : « 1) toute chose composée est impermanente; 2) toute émotion est douleur; 3) aucune chose n'existe en et par elle-même; 4) le nirvana est au-delà des concepts », et il explique qu'« [ê]tre bouddhiste, c'est accepter [c]es quatre vérités (...) », précisant que « si vous ne pouvez pas accepter [ces quatre éléments] (...), alors vous n'êtes pas bouddhiste ». La suite de l'ouvrage constitue une présentation et une analyse de chaque sceau.   

## Filmographie
- 1993 : Little Buddha (conseiller technique et acteur)
- 1999 : La Coupe (réalisateur et scénariste)
- 2003 : Voyageurs et Magiciens (réalisateur et scénariste)
- 2013 : Vara: A Blessing (en) (réalisateur et scénariste)
- 2021 : Looking for a Lady with Fangs and a Moustache (en)

## Ouvrages
- (en) What Makes You Not a Buddhist, Shambhala, 2007  (ISBN 1-590-30570-1) [lire en ligne (page consultée le 5 novembre 2024)]
  - (fr) N'est pas bouddhiste qui veut, trad. Anne Benson, NiL, 2008, 272 p.  (ISBN 978-2-84111-370-5)
- (en) One Taste: Vegetarian Home Cooking from Around the World (avec Sharon Louise Crayton), Provecho Press, 2008  (ISBN 0-971-93643-9)
- (en) Not for Happiness: A Guide to the So-Called Preliminary Practices, Shambhala, 2012  (ISBN 978-1-611-80030-2)
  - (fr) Pas pour le bonheur : Guide des pratiques dites préliminaires, trad. Anne Benson, Padmakara, 2014, 276 p.  (ISBN 978-2-370-41038-2)
- (en) The Guru Drinks Bourbon ?, Edited by Amira Ben-Yehuda, Shambala, 2016  (ISBN 978-1-611-80374-7)
  - (fr)  Le gourou boit du bourbon ? Padmakara, 2018, 330 p.  (ISBN 978-2-370-41108-2)
- (en) Best Foot Forward: A Pilgrim's Guide to the Sacred Sites of the Buddha, Shambala, 2018  (ISBN 978-1-611-80626-7)
  - (fr) Partir du bon pied. Guide de pèlerinage bouddhiste en Inde à l'usage des Occidentaux, trad. Anne Benson, NiL, 2024, 240 p.  (ISBN 978-2-378-91057-0)
- (en)  Living is Dying: How to Prepare for Death, Dying and Beyond , Shambhala, 2020,  (ISBN 978-1-611-80807-0)
  - (fr) Vivre c'est mourir. Comment se préparer à la mort, à mourir et au-delà, trad. Clara [sic] Benson, Le Courrier du Livre, 2023, 296 p.  (ISBN 978-2-702-92155-5)